# Museo de Medicina Maya
El Museo de la Medicina Maya es un recinto museográfico ubicado en San Cristóbal de Las Casas, Chiapas. Su propósito es la difusión de las prácticas curativas tsotsil-tseltal en el estado de Chiapas.
El museo cuenta además con un huerto en donde se exhiben plantas medicinales y una tienda de medicina tradicional con productos elaborados por los médicos tradicionales que laboran en la Organización de Médicos Indígenas del Estado de Chiapas.

## Salas
El museo tiene 6 salas que retoman la práctica y recursos terapéuticos utilizados por los chamanes indígenas y una sala de usos múltiples.
- La plaza pública, presenta diversos murales informativos sobre el estado de Chiapas, zona fisiográfica, la vegetación y los tipos de ritual curativo (pulsador, rezador de cerros, huesero, partera y yerbero).
- La iglesia, en donde hay varios santos tutelares de algunos pueblos.
- El jardín del rezador de los cerros, exhibe algunos ejemplos de plantas, animales y minerales empleados en la medicina tradicional de los Altos de Chiapas.
- Casa del parto, muestra el trabajo de las parteras tsotsiles.
- La casa del yerbero, abarca la preparación de las plantas sagradas.
- El taller de las velas, enseña el proceso de elaboración.